# Don Penwell
Donald Lee « Don » Penwell, né le 13 août 1930, à El Reno, en Oklahoma et décédé le 7 mars 2012, à Scottsdale, en Arizona, est un ancien joueur américain de basket-ball.

## Palmarès
- Champion du monde 1954